# Eredivisie 2017/18 (mannenvoetbal)/Transfers zomer
Dit is een lijst van transfers uit de Nederlandse Eredivisie in de zomer van het jaar 2017, als voorbereiding op het seizoen 2017/18. Hierin staan alleen transfers die clubs uit de Eredivisie hebben voltooid.
De transferperiode duurde van 1 juli 2017 tot en met 1 september 2017. Deals mochten op elk moment van het jaar gesloten worden, maar de transfers zelf mochten pas in de transferperiodes plaatsvinden. Transfervrije spelers (spelers zonder club) mochten op elk moment van het jaar gecontracteerd worden.
| Speler                 | Nationaliteit                     | Oude club               | Nieuwe club            | Extra                                            |
| ---------------------- | --------------------------------- | ----------------------- | ---------------------- | ------------------------------------------------ |
| Anass Achahbar         | Nederland / Marokko               | PEC Zwolle              | N.E.C.                 | Verhuurd                                         |
| Thomas Agyepong        | Ghana                             | NAC Breda               | Manchester City        | Was gehuurd                                      |
| Abdul Ajagun           | Nigeria                           | Roda JC Kerkrade        | Panathinaikos          | Was gehuurd                                      |
| Mukhtar Ali            | Engeland / Somalië                | Vitesse                 | Chelsea                | Was gehuurd                                      |
| Thierry Ambrose        | Frankrijk / Guadeloupe            | Manchester City         | NAC Breda              | Verhuurd                                         |
| Sofyan Amrabat         | Marokko / Nederland               | FC Utrecht              | Feyenoord              | Onbekend bedrag                                  |
| Pelé van Anholt        | Nederland                         | Willem II               | Onbekend               | Transfervrij                                     |
| Beni Badibanga         | België                            | Roda JC Kerkrade        | Standard Luik          | Was gehuurd                                      |
| Cedric Badjeck         | Nederland / Kameroen              | Excelsior               | Onbekend               | Transfervrij                                     |
| Lewis Baker            | Engeland / Jamaica                | Vitesse                 | Chelsea                | Was gehuurd                                      |
| Erik Bakker            | Nederland                         | SC Cambuur              | PEC Zwolle             | Transfervrij                                     |
| Nacer Barazite         | Nederland / Marokko               | FC Utrecht              | Onbekend               | Transfervrij                                     |
| Brandon Barker         | Engeland                          | NAC Breda               | Manchester City        | Was gehuurd                                      |
| Kevin Begois           | België                            | PEC Zwolle              | FC Groningen           | Transfervrij                                     |
| Steven Berghuis        | Nederland                         | Watford                 | Feyenoord              | € 6.500.000, was al gehuurd                      |
| Roland Bergkamp        | Nederland                         | Sparta Rotterdam        | RKC Waalwijk           | Transfervrij                                     |
| Nigel Bertrams         | Nederland                         | Willem II               | NAC Breda              | Transfervrij                                     |
| Jesse van Bezooijen    | Nederland                         | NAC Breda               | KFC Zwarte Leeuw       | Transfervrij                                     |
| Lucas Bijker           | Nederland / Brazilië              | sc Heerenveen           | Onbekend               | Transfervrij                                     |
| Marco Bizot            | Nederland                         | KRC Genk                | AZ                     | Transfervrij                                     |
| Diederik Boer          | Nederland                         | Ajax                    | PEC Zwolle             | Transfervrij                                     |
| Rody de Boer           | Nederland                         | ADO Den Haag            | Telstar                | Transfervrij                                     |
| Tom Boere              | Nederland                         | FC Oss                  | FC Twente              | Onbekend bedrag                                  |
| Jean-Paul Boëtius      | Nederland                         | FC Basel                | Feyenoord              | Onbekend bedrag                                  |
| Branco van den Boomen  | Nederland                         | Willem II               | sc Heerenveen          | Was verhuurd                                     |
| Arghus Bordignon       | Brazilië / Italië                 | Excelsior               | Sporting Braga         | Was gehuurd                                      |
| Ouasim Bouy            | Marokko / Nederland               | PEC Zwolle              | Juventus               | Was gehuurd                                      |
| Edson Braafheid        | Nederland / Suriname              | FC Utrecht              | Onbekend               | Transfervrij                                     |
| Elso Brito             | Nederland / Kaapverdië            | Excelsior               | Telstar                | Transfervrij                                     |
| Nicolai Brock-Madsen   | Denemarken                        | PEC Zwolle              | Birmingham City        | Was gehuurd                                      |
| Jorn Brondeel          | België                            | Lierse SK               | FC Twente              | Onbekend bedrag                                  |
| Thomas Bruns           | Nederland                         | Heracles Almelo         | Vitesse                | Transfervrij                                     |
| Dario Van den Buijs    | België                            | FC Eindhoven            | Heracles Almelo        | Onbekend bedrag                                  |
| Enis Bunjaki           | Duitsland / Kosovo                | FC Twente               | Onbekend               | Transfervrij                                     |
| Lorenzo Burnet         | Nederland / Suriname              | Slovan Bratislava       | Excelsior              | Transfervrij                                     |
| Caner Cavlan           | Nederland / Turkije               | Şanlıurfaspor           | sc Heerenveen          | Was verhuurd                                     |
| Bersant Celina         | Kosovo                            | FC Twente               | Manchester City        | Was gehuurd                                      |
| Nigel Bertrams         | Nederland                         | Willem II               | Onbekend               | Transfervrij                                     |
| Jerson Cabral          | Nederland / Kaapverdië            | Sparta Rotterdam        | SC Bastia              | Was gehuurd                                      |
| Simon Church           | Wales / Engeland                  | Roda JC Kerkrade        | Onbekend               | Transfervrij                                     |
| Charlie Colkett        | Engeland                          | Chelsea                 | Vitesse                | Verhuurd                                         |
| Kevin Conboy           | Denemarken / Engeland             | FC Utrecht              | Onbekend               | Transfervrij                                     |
| Tim Coremans           | Nederland                         | FC Dordrecht            | ADO Den Haag           | Was verhuurd                                     |
| Gino Coutinho          | Nederland                         | AZ                      | Onbekend               | Transfervrij                                     |
| Fankaty Dabo           | Engeland / Sierra Leone           | Chelsea                 | Vitesse                | Verhuurd                                         |
| Wessel Dammers         | Nederland                         | Feyenoord               | Fortuna Sittard        | Onbekend bedrag                                  |
| Chris David            | Nederland / Turkije               | Go Ahead Eagles         | FC Utrecht             | Transfervrij                                     |
| Jason Davidson         | Australië                         | FC Groningen            | Huddersfield Town      | Was gehuurd                                      |
| Gino Demon             | Nederland                         | NAC Breda               | FC Utrecht             | Transfervrij                                     |
| Cyriel Dessers         | België                            | NAC Breda               | FC Utrecht             | € 350.000                                        |
| Mitchell Dijks         | Nederland                         | Norwich City            | Ajax                   | Was verhuurd                                     |
| Kevin Diks             | Nederland                         | Fiorentina              | Feyenoord              | Verhuurd, was verhuurd aan Vitesse               |
| Henrico Drost          | Nederland                         | Excelsior               | Onbekend               | Transfervrij                                     |
| Jasko Dzurlic          | Nederland / Marokko               | VVV-Venlo               | EVV                    | Transfervrij                                     |
| Chinedu Ede            | Duitsland / Nigeria               | FC Twente               | Bangkok United         | Transfervrij                                     |
| Charni Ekangamene      | België / Congo-Kinshasa           | NAC Breda               | SV Zulte-Waregem       | Was gehuurd                                      |
| Eljero Elia            | Nederland / Suriname              | Feyenoord               | Istanbul Başakşehir    | € 1.500.000                                      |
| Shay Facey             | Engeland / Jamaica                | sc Heerenveen           | Manchester City        | Was gehuurd                                      |
| Wout Faes              | België                            | sc Heerenveen           | RSC Anderlecht         | Was gehuurd                                      |
| Erik Falkenburg        | Nederland                         | Willem II               | Onbekend               | Transfervrij                                     |
| Paolo Fernandes        | Spanje                            | Manchester City         | NAC Breda              | Verhuurd                                         |
| Rashaan Fernandes      | Nederland                         | Feyenoord               | FC Twente              | Transfervrij                                     |
| Guyon Fernandez        | Nederland                         | ADO Den Haag            | Onbekend               | Transfervrij                                     |
| Renze Fij              | Nederland                         | Heracles Almelo         | FC Dordrecht           | Verhuurd                                         |
| Mark-Jan Fledderus     | Nederland                         | Heracles Almelo         | -                      | Gestopt                                          |
| Maarten de Fockert     | Nederland                         | VVV-Venlo               | sc Heerenveen          | Was verhuurd                                     |
| Manuel García          | Spanje                            | NAC Breda               | Manchester City        | Was gehuurd                                      |
| Stefan Gartenmann      | Denemarken                        | sc Heerenveen           | SønderjyskE            | Onbekend bedrag                                  |
| Marco van Ginkel       | Nederland                         | PSV                     | Chelsea                | Was gehuurd                                      |
| Paul Gladon            | Nederland                         | Wolverhampton Wanderers | Heracles Almelo        | Verhuurd                                         |
| Robin Gosens           | Nederland                         | Heracles Almelo         | Atalanta Bergamo       | € 900.000                                        |
| Andrés Guardado        | Mexico                            | PSV                     | Real Betis             | € 2.500.000                                      |
| Simon Gustafson        | Zweden                            | Feyenoord               | Roda JC Kerkrade       | Verhuurd                                         |
| Warner Hahn            | Nederland                         | Feyenoord               | sc Heerenveen          | Onbekend bedrag, was al verhuurd aan Excelsior   |
| Sebastien Haller       | Frankrijk                         | FC Utrecht              | Eintracht Frankfurt    | Onbekend bedrag                                  |
| Pär Hansson            | Zweden                            | Feyenoord               | Helsingborgs IF        | Transfervrij                                     |
| Ridgeciano Haps        | Nederland / Suriname              | AZ                      | Feyenoord              | € 6.000.000                                      |
| Nigel Hasselbaink      | Nederland                         | Excelsior               | Kiryat Shmona          | Transfervrij                                     |
| Dennis van der Heijden | Nederland                         | FC Volendam             | ADO Den Haag           | Was verhuurd                                     |
| Tom Hiariej            | Nederland                         | FC Groningen            | Central Coast Mariners | Transfervrij                                     |
| Bart van Hintum        | Nederland                         | Gaziantepspor           | Heracles Almelo        | Transfervrij                                     |
| Daniel Høegh           | Denemarken                        | FC Basel                | sc Heerenveen          | Transfervrij                                     |
| Danny Holla            | Nederland                         | PEC Zwolle              | FC Twente              | Transfervrij                                     |
| Tim Hölscher           | Duitsland                         | FC Twente               | Go Ahead Eagles        | Transfervrij                                     |
| Justin Hoogma          | Nederland                         | Heracles Almelo         | TSG 1899 Hoffenheim    | Onbekend bedrag                                  |
| James Horsfield        | Engeland                          | NAC Breda               | Manchester City        | Was gehuurd                                      |
| Lyes Houri             | Frankrijk / Marokko               | Roda JC Kerkrade        | SC Bastia              | Was gehuurd                                      |
| Willem Huizing         | Nederland                         | sc Heerenveen           | Onbekend               | Transfervrij                                     |
| Klaas-Jan Huntelaar    | Nederland                         | Schalke 04              | Ajax                   | Transfervrij                                     |
| Tom van Hyfte          | België                            | Roda JC Kerkrade        | KFCO Beerschot Wilrijk | Transfervrij                                     |
| Lex Immers             | Nederland                         | Club Brugge             | ADO Den Haag           | Transfervrij                                     |
| Mattias Johansson      | Zweden                            | AZ                      | Onbekend               | Transfervrij                                     |
| Siem de Jong           | Nederland                         | PSV                     | Newcastle United       | Was gehuurd                                      |
| Guus Joppen            | Nederland                         | Willem II               | Onbekend               | Transfervrij                                     |
| Hidde Jurjus           | Nederland                         | PSV                     | Roda JC Kerkrade       | Verhuurd                                         |
| Issa Kallon            | Nederland / Sierra Leone          | FC Emmen                | FC Utrecht             | Was verhuurd                                     |
| Todd Kane              | Engeland                          | Chelsea                 | FC Groningen           | Verhuurd                                         |
| Khalid Karami          | Nederland                         | Excelsior               | Onbekend               | Transfervrij                                     |
| Rick Karsdorp          | Nederland                         | Feyenoord               | AS Roma                | € 17.500.000                                     |
| Abdenasser El Khayati  | Nederland / Marokko               | ADO Den Haag            | Queens Park Rangers    | Was gehuurd                                      |
| Ricardo Kieboom        | Nederland                         | Sparta Rotterdam        | Onbekend               | Transfervrij                                     |
| Robert Klaasen         | Nederland                         | Sparta Rotterdam        | De Graafschap          | Transfervrij, was al verhuurd                    |
| Davy Klaassen          | Nederland                         | Ajax                    | Everton FC             | € 28.500.000                                     |
| Marijn de Kler         | Nederland                         | Heracles Almelo         | Onbekend               | Transfervrij                                     |
| Mateusz Klich          | Polen                             | FC Twente               | Leeds United           | Onbekend bedrag                                  |
| Menno Koch             | Nederland                         | PSV                     | NAC Breda              | € 250.000                                        |
| Reno Kochanowski       | Nederland                         | VVV-Venlo               | EVV                    | Transfervrij                                     |
| Robert van Koesveld    | Nederland                         | Helmond Sport           | sc Heerenveen          | Was verhuurd                                     |
| Terence Kongolo        | Nederland / Congo-Kinshasa        | Feyenoord               | AS Monaco              | € 15.000.000                                     |
| Dico Koppers           | Nederland                         | Willem II               | PEC Zwolle             | Transfervrij                                     |
| Arsjak Korjan          | Rusland / Armenië                 | Vitesse                 | Onbekend               | Transfervrij                                     |
| Tim Krul               | Nederland                         | AZ                      | Newcastle United       | Was gehuurd                                      |
| Bas Kuipers            | Nederland                         | Excelsior               | ADO Den Haag           | Transfervrij                                     |
| Nick Kuipers           | Nederland                         | MVV Maastricht          | ADO Den Haag           | Transfervrij                                     |
| Filip Kurto            | Polen                             | Excelsior               | Onbekend               | Transfervrij                                     |
| Dirk Kuyt              | Nederland                         | Feyenoord               | –                      | Gestopt                                          |
| Kostas Lamprou         | Griekenland                       | Willem II               | Ajax                   | Transfervrij                                     |
| Jeffrey de Lange       | Nederland                         | Ajax                    | FC Twente              | Transfervrij                                     |
| Alexander Laukart      | Duitsland                         | Borussia Dortmund       | FC Twente              | Transfervrij                                     |
| Benjamin van Leer      | Nederland                         | Roda JC Kerkrade        | Ajax                   | € 700.000                                        |
| Kelvin Leerdam         | Nederland                         | Vitesse                 | Onbekend               | Transfervrij                                     |
| Stefan van der Lei     | Nederland                         | FC Groningen            | Onbekend               | Transfervrij                                     |
| Fernando Lewis         | Nederland                         | AZ                      | Willem II              | Transfervrij                                     |
| Bryan Linssen          | Nederland                         | FC Groningen            | Vitesse                | € 1.000.000                                      |
| Hirving Lozano         | Mexico                            | CF Pachuca              | PSV                    | € 8.000.000                                      |
| Derrick Luckassen      | Nederland                         | AZ                      | PSV                    | € 5.000.000                                      |
| Andreas Ludwig         | Duitsland                         | FC Utrecht              | 1. FC Magdeburg        | Transfervrij                                     |
| Hedwiges Maduro        | Nederland                         | FC Groningen            | Onbekend               | Transfervrij                                     |
| Adam Maher             | Nederland                         | Osmanlispor             | PSV                    | Was verhuurd                                     |
| Simon Makienok         | Denemarken                        | US Palermo              | FC Utrecht             | Onbekend bedrag                                  |
| Dion Malone            | Nederland / Suriname              | ADO Den Haag            | Qäbälä PFK             | Transfervrij                                     |
| Ludcinio Marengo       | Nederland / Suriname              | Go Ahead Eagles         | ADO Den Haag           | Was verhuurd                                     |
| Pablo Marí             | Spanje                            | Manchester City         | NAC Breda              | Verhuurd                                         |
| Nick Marsman           | Nederland                         | FC Twente               | FC Utrecht             | Transfervrij                                     |
| Hachim Mastour         | Marokko / Italië                  | PEC Zwolle              | AC Milan               | Was gehuurd                                      |
| Tim Matavž             | Slovenië                          | FC Augsburg             | Vitesse                | Transfervrij                                     |
| Queensy Menig          | Nederland                         | PEC Zwolle              | Ajax                   | Was verhuurd                                     |
| Matt Miazga            | Verenigde Staten / Polen          | Vitesse                 | Chelsea                | Was gehuurd                                      |
| Daryl van Mieghem      | Nederland                         | De Graafschap           | Heracles Almelo        | Was verhuurd                                     |
| Martin Milec           | Slovenië                          | Roda JC Kerkrade        | Standard Luik          | Was gehuurd                                      |
| Cendrino Misidjan      | Nederland / Suriname              | VVV-Venlo               | Onbekend               | Transfervrij                                     |
| Héctor Moreno          | Mexico                            | PSV                     | AS Roma                | € 5.700.000                                      |
| Erwin Mulder           | Nederland                         | sc Heerenveen           | Swansea City           | Transfervrij                                     |
| Robert Muric           | Kroatië                           | Pescara Calcio          | Ajax                   | Was verhuurd                                     |
| Nestoras Mitidis       | Cyprus                            | AEK Larnaca             | Roda JC Kerkrade       | Was verhuurd                                     |
| Marvelous Nakamba      | Zimbabwe                          | Vitesse                 | Club Brugge            | Onbekend bedrag                                  |
| Younes Namli           | Denemarken / Marokko              | sc Heerenveen           | PEC Zwolle             | Transfervrij                                     |
| Farshad Noor           | Nederland / Afghanistan           | Roda JC Kerkrade        | Onbekend               | Transfervrij, was verhuurd aan SC Cambuur        |
| Funso Ojo              | België                            | Willem II               | Onbekend               | Transfervrij                                     |
| Jair Oosterlen         | Nederland                         | sc Heerenveen           | Onbekend               | Transfervrij                                     |
| Jari Oosterwijk        | Nederland                         | NAC Breda               | FC Twente              | Was verhuurd                                     |
| Kenny Otigba           | Nederland / Nigeria               | Kasımpaşa SK            | sc Heerenveen          | Was verhuurd                                     |
| Obbi Oulare            | België / Guinee                   | Willem II               | Watford                | Was gehuurd                                      |
| Shane O'Neill          | Verenigde Staten / Italië         | NAC Breda               | Apollon Limasol        | Was gehuurd                                      |
| Bilal Ould-Chikh       | Marokko / Nederland               | -                       | FC Utrecht             | Transfervrij                                     |
| Danilo Pantic          | Servië                            | Excelsior               | Chelsea                | Was gehuurd                                      |
| Thanasis Papazoglou    | Griekenland                       | Roda JC Kerkrade        | KV Kortrijk            | Was gehuurd                                      |
| Piotr Parzyszek        | Polen                             | De Graafschap           | PEC Zwolle             | Transfervrij                                     |
| Remko Pasveer          | Nederland                         | PSV                     | Vitesse                | Onbekend bedrag                                  |
| Desevio Payne          | Verenigde Staten                  | FC Groningen            | Excelsior              | Transfervrij                                     |
| Florian Pinteaux       | Frankrijk                         | Sparta Rotterdam        | Onbekend               | Transfervrij                                     |
| Martin Pušić           | Oostenrijk / Kroatië              | Sparta Rotterdam        | FC Midtjylland         | Was gehuurd                                      |
| Valeri Qazaishvili     | Georgië                           | Vitesse                 | San Jose Earthquakes   | Onbekend bedrag, was verhuurd aan Legia Warschau |
| Tim Receveur           | Nederland                         | VVV-Venlo               | De Graafschap          | Transfervrij                                     |
| Leandro Resida         | Nederland                         | VVV-Venlo               | Onbekend               | Transfervrij                                     |
| Carlo de Reuver        | Nederland                         | Excelsior               | Onbekend               | Transfervrij                                     |
| Fredy Ribeiro          | Portugal Angola                   | Excelsior               | Belenenses             | Transfervrij                                     |
| Jaïro Riedewald        | Nederland / Suriname              | Ajax                    | Crystal Palace         | € 9.000.000                                      |
| Marcel Ritzmaier       | Oostenrijk                        | Go Ahead Eagles         | PSV                    | Was verhuurd                                     |
| Robbin Ruiter          | Nederland                         | FC Utrecht              | Onbekend               | Transfervrij                                     |
| Vajebah Sakor          | Noorwegen                         | Willem II               | Juventus               | Was gehuurd                                      |
| Ruben Schaken          | Nederland                         | ADO Den Haag            | Onbekend               | Transfervrij                                     |
| Jerdy Schouten         | Nederland                         | ADO Den Haag            | Telstar                | Transfervrij                                     |
| Jari Schuurman         | Nederland                         | Willem II               | Feyenoord              | Was verhuurd                                     |
| Thulani Serero         | Zuid-Afrika                       | Ajax                    | Vitesse                | Transfervrij                                     |
| Dylan Seys             | België                            | FC Twente               | Club Brugge            | Was gehuurd                                      |
| Wieger Sietsma         | Nederland                         | FC Emmen                | sc Heerenveen          | Was verhuurd                                     |
| Luciano Slagveer       | Nederland / Suriname              | sc Heerenveen           | KSC Lokeren            | Transfervrij                                     |
| Joey Sleegers          | Nederland                         | VVV-Venlo               | N.E.C.                 | Was gehuurd                                      |
| Ashley Smith-Brown     | Engeland                          | NAC Breda               | Manchester City        | Was gehuurd                                      |
| Alexander Sørloth      | Noorwegen                         | FC Groningen            | FC Midtjylland         | Onbekend bedrag                                  |
| Nathan Allan de Souza  | Brazilië                          | Vitesse                 | Chelsea                | Was gehuurd                                      |
| Sonny Stevens          | Nederland                         | FC Twente               | Go Ahead Eagles        | Transfervrij                                     |
| Jerry St. Juste        | Nederland                         | sc Heerenveen           | Feyenoord              | € 4.800.000                                      |
| Sander van de Streek   | Nederland                         | SC Cambuur              | FC Utrecht             | Onbekend bedrag                                  |
| Abel Tamata            | Nederland                         | ADO Den Haag            | Onbekend               | Transfervrij                                     |
| Rintaro Tashima        | Japan                             | VVV-Venlo               | Onbekend               | Transfervrij                                     |
| Kenny Tete             | Nederland / Mozambique            | Ajax                    | Olympique Lyon         | € 4.000.000                                      |
| Adnane Tighadouini     | Marokko / Nederland               | Vitesse                 | Malaga CF              | Was gehuurd                                      |
| Tarik Tissoudali       | Marokko / Nederland               | AC Le Havre             | VVV-Venlo              | Verhuurd                                         |
| Bertrand Traoré        | Burkina Faso                      | Ajax                    | Chelsea                | Was gehuurd                                      |
| Tom Trybull            | Duitsland                         | ADO Den Haag            | Onbekend               | Transfervrij                                     |
| Katuku Tshimanga       | België                            | Willem II               | Onbekend               | Transfervrij                                     |
| Enes Ünal              | Turkije                           | FC Twente               | Manchester City        | Was gehuurd                                      |
| Lars Unnerstall        | Duitsland                         | Fortuna Düsseldorf      | VVV-Venlo              | Transfervrij                                     |
| Marko Vejinović        | Nederland / Bosnië en Herzegovina | Feyenoord               | AZ                     | Verhuurd                                         |
| Danny Verbeek          | Nederland                         | NAC Breda               | FC Den Bosch           | Transfervrij                                     |
| Bryan Verboom          | België                            | Roda JC Kerkrade        | SV Zulte Waregem       | Was gehuurd                                      |
| Calvin Verdonk         | Nederland                         | Feyenoord               | N.E.C.                 | Verhuurd, was al verhuurd aan PEC Zwolle         |
| Peter van der Vlag     | Nederland                         | FC Groningen            | Be Quick 1887          | Transfervrij                                     |
| Rai Vloet              | Nederland                         | PSV                     | NAC Breda              | € 250.000                                        |
| Haris Vuckic           | Slovenië                          | Newcastle United        | FC Twente              | Transfervrij                                     |
| Django Warmerdam       | Nederland                         | Ajax                    | FC Groningen           | Onbekend bedrag                                  |
| Timon Wellenreuther    | Duitsland                         | FC Schalke 04           | Willem II              | Transfervrij                                     |
| Heiko Westermann       | Duitsland                         | Ajax                    | Austria Wien           | Transfervrij                                     |
| Mike te Wierik         | Nederland                         | Heracles Almelo         | FC Groningen           | Transfervrij                                     |
| Jordy de Wijs          | Nederland                         | Excelsior               | PSV                    | Was verhuurd                                     |
| Jetro Willems          | Nederland / Curaçao               | PSV                     | Eintracht Frankfurt    | € 5.000.000                                      |
| Ricky van Wolfswinkel  | Nederland                         | Vitesse                 | FC Basel               | Onbekend bedrag                                  |
| Nick Wolters           | Nederland                         | Roda JC Kerkrade        | FC Dordrecht           | Transfervrij                                     |
| Randy Wolters          | Nederland                         | ADO Den Haag            | Go Ahead Eagles        | Was gehuurd                                      |
| Lucas Woudenberg       | Nederland                         | Feyenoord               | sc Heerenveen          | Onbekend bedrag                                  |
| Dries Wuytens          | België                            | Willem II               | Heracles Almelo        | Transfervrij                                     |
| Yaw Yeboah             | Ghana                             | FC Twente               | Manchester City        | Was gehuurd                                      |
| Harm Zeinstra          | Nederland                         | SC Cambuur              | Heracles Almelo        | Transfervrij                                     |
| Gedion Zelalem         | Verenigde Staten / Duitsland      | VVV-Venlo               | Arsenal                | Was gehuurd                                      |
| Yuning Zhang           | China                             | Vitesse                 | Werder Bremen          | € 9.000.000                                      |
| Oleksandr Zinchenko    | Oekraïne                          | PSV                     | Manchester City        | Was gehuurd                                      |
| Richairo Živković      | Nederland                         | Ajax                    | KV Oostende            | Onbekend bedrag, was verhuurd aan FC Utrecht     |

2007/08 (zomer · winter) · 
2008/09 (zomer · winter) · 
2009/10 (zomer · winter) · 
2010/11 (zomer · winter) · 
2011/12 (zomer · winter) · 
2012/13 (zomer · winter) · 
2013/14 (zomer · winter) · 
2014/15 (zomer · winter) · 
2015/16 (zomer · winter) · 
2016/17 (zomer · winter) ·
2017/18 (zomer · winter) ·
2018/19 (zomer · winter) ·
2019/20 (zomer · winter) ·
2020/21 (zomer · winter) ·
2021/22 (zomer · winter) ·
2022/23 (zomer · winter) ·
2023/24 (zomer · winter) ·
2024/25 (zomer · winter) ·
2025/26 (zomer)